# Domenico Michelessi

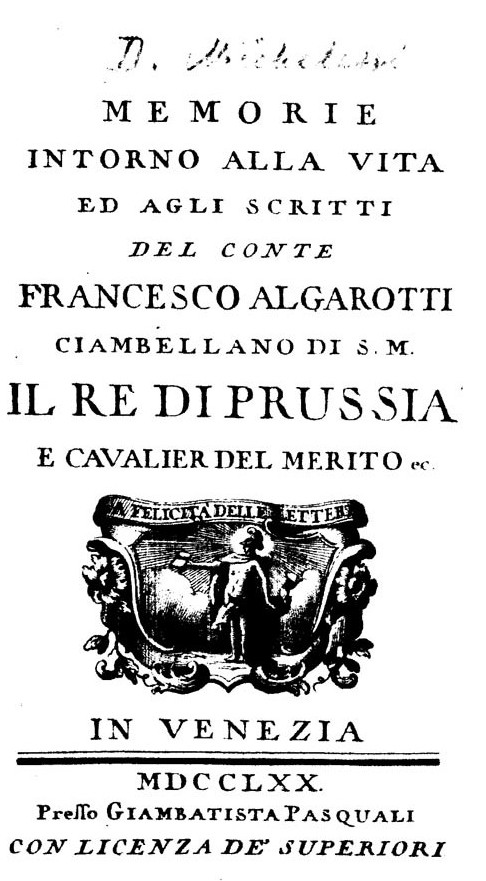

Domenico Michelessi, né à Ascoli Piceno le 4 août 1735 et mort à Stockholm le 1er avril 1773, est un littérateur italien.

## Biographie
Domenico Michelessi naquit à Ascoli en 1735. Il embrasse l’état ecclésiastique et devint secrétaire des prélats Caprara et Trajetto Caraffa, qui depuis furent revêtus de la pourpre romaine. Ces fonctions l’ayant mis en relation avec un grand nombre de personnages distingués en Italie et au dehors, servirent à faire ressortir ses talents. Appelé par Frédéric II, auquel il avait dédié une Vie du comte Algarotti, il se rendit à Berlin et ne s’y arrêta que peu de temps. Victime de l’envie de quelques-uns de ses compatriotes, qui jouissaient de la faveur de ce grand prince , il quitta la Prusse et se rendit en Suède, où il fut comblé d’honneurs et admis dans l’intimité du roi Gustave III. Michelessi avait le don des langues : il apprit le suédois en six mois, et traduisit en cette langue les Amours d’Héro et Léandre, ainsi que les Épîtres d’Ovide. Il mourut à Stockholm le 3 avril 1773, peu de temps après y avoir été nommé membre de l’Académie des sciences.

## Œuvres
- Laudatio in funere serenissimi principis Marci Fuscareni habita coram Vendis patribus, Venise, 1763 ;
- Memorie intorno alla vita ed agli scritti del conte Francesco Algarotti, Venise, 1770, in-8°. Il en existe une traduction française par le professeur Castillon, Berlin, 1772, in-8°.
- Versi sciolti a S. A. R. Maria-Antonietta, principessa di Baviera elettrice di Sassonia, sans date et sans nom de lieu ;
- Gustavi III Sueciæ regis orationes, a sueco in latinum versæ, Berlin, 1772. Cette traduction est dédiée au pape Clément XIV.
- Lettera a monsignor Visconti, arcivescovo d'Efeso e nunzio apostolico presso le LL. MM. II. e RR., sopra la rivoluzione di Svezia, succeduta il di 19 agosto 1772, Stockholm, 1773, in-8°; traduite en français la même année, et imprimée à Stockholm, in-12 ;
- Carteggio del principe reale, ora re di Svezia, col conte Carlo di Scheffer, senatore del regno, Venise, 1773, in-8° ;
- Operette in prosa ed in verso composte in Svezia, in-8°, sans date et sans nom de lieu.